# Maria Ruspoli
La principessa Maria Ruspoli (Roma, 18 maggio 1888 – Aix-en-Provence, 6 agosto 1976) è stata una nobildonna italiana e divenne duchessa di Gramont per matrimonio.

## Biografia
Maria Ruspoli nacque nel 1888 da Don Luigi dei Principi Ruspoli (1843–1904) e dalla ferrarese Clelia dei conti Balboni. Nel 1907, appena diciannovenne, sposò il duca francese Antoine Alfred Agénor de Gramont, XI Duca di Gramont, più vecchio di lei di ben trentasette anni, diventando di conseguenza duchessa di Gramont.
Il matrimonio con Agénor, tuttavia, reso difficoltoso dalla enorme differenza di età, la portò ad avere numerosi amanti. La continua lontananza dal marito, che verrà a mancare nel gennaio 1925, e la frequentazione di altri uomini - in particolare quella del giornalista Filippo Naldi - la trasformarono in breve tempo in una delle più importanti animatrici della vita notturna parigina dei primi anni '20.
A partire dal 1921 infatti la Ruspoli, insieme ad alcuni amici, tra cui la marchesa Luisa Casati Stampa e il trio Fratellini, divenne la mattatrice dei locali più in voga della capitale francese. Trascorse il decennio all'insegna del più puro divertimento, frequentando luoghi come i ristoranti Fouquet's e Le Monteverdi, la sala da ballo El Garròn, il circo Medrano e il teatro Grand Guignol, tra balli e feste in maschera.
Tra il 1921 e il 1922, poi, con l'aiuto di Naldi, fece restaurare un castello nel paese piacentino di Vigoleno, a due passi da Salsomaggiore, trasformandolo in sede di incontri mondani, a cui parteciparono anche molti dei personaggi più famosi dell'epoca, tra cui il noto attore statunitense Douglas Fairbanks, l'artista surrealista Max Ernst, il poeta Jean Cocteau, la diva di Hollywood Mary Pickford, il pianista Arthur Rubinstein, l'attrice Anna Pavlova e il vate Gabriele D'Annunzio.
Maria restò proprietaria del castello fino al 1935, dopodiché, dopo avere dilapidato la notevole fortuna ereditata dopo la morte del marito Agénor, si risposò con l'italo-francese François Victor Hugo, discendente del celebre romanziere francese Victor Hugo. Anche questo però non fu un matrimonio felice. E infatti si concluse con un divorzio.
La Ruspoli morì ad Aix-en-Provence nel 1976, alla veneranda età di 88 anni, in una sontuosa villa che le era stata donata dal ballerino-coreografo George de Cuevas.